# Полиестер
Полиестерите са категория от полимери, които съдържат естерни функционални групи в своите вериги. Въпреки че има много видове полиестери, терминът се отнася най-вече за полиетилентерефталата (PET). Кутинът в растителната кутикула е природен полиестер, а поликарбоната е синтетичен.

## Синтез
Полиестерите могат да се синтезират в голям брой форми. Например полиестер като термопластта може да бъде нагрят и да бъде преработен в различни форми, като фибри, пластове или триизмерни форми.
Класификация на високомолекулните съединения според произхода
-природни(биополимери) полизахарид Cx(H2O)y
-изкуствени
-синтетични